# Distretto di Yūfutsu
Il distretto di Yūfutsu (勇払郡?) è un distretto suddiviso tra le sottoprefetture di Iburi e Kamikawa, Hokkaidō, in Giappone.
Attualmente comprende i comuni di Abira, Atsuma e Mukawa nella Sottoprefettura di Iburi e di Shimukappu nella Sottoprefettura di Kamikawa.